# Просветление оптики

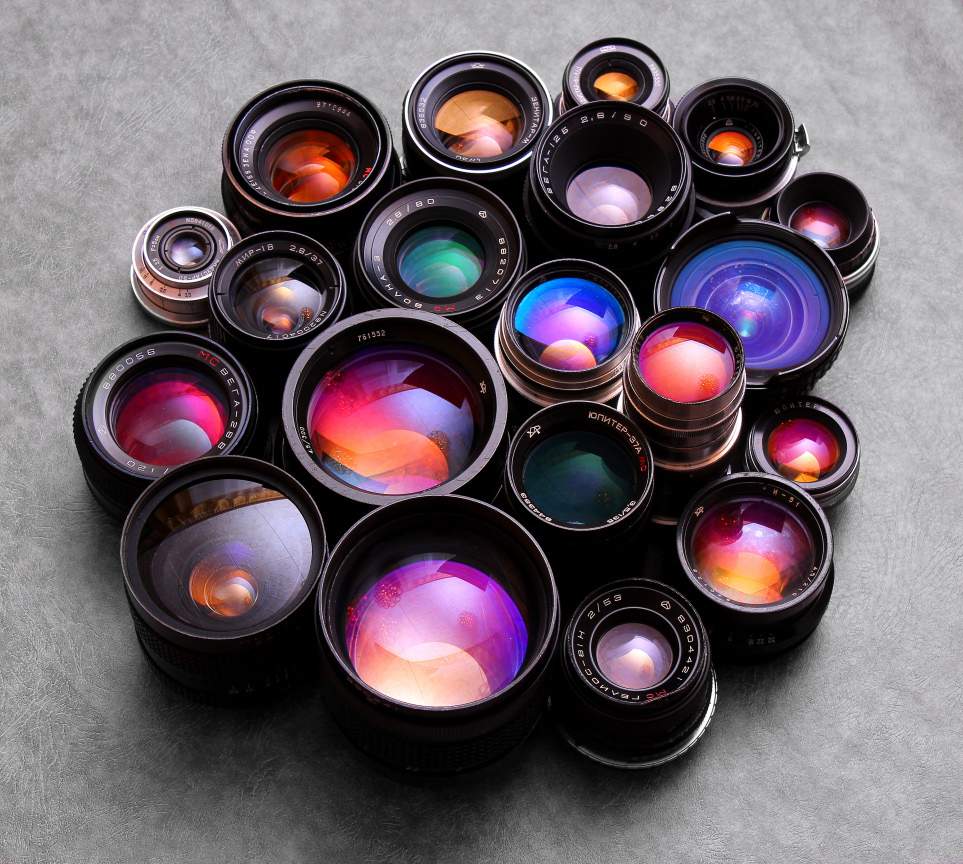
Объективы с многослойным просветлением, блеск линз имеет характерный вид

Просветле́ние о́птики — технология обработки поверхности линз, призм и других оптических деталей для снижения отражения света от оптических поверхностей, граничащих с воздухом. Это позволяет увеличить светопропускание оптической системы и повысить контрастность изображения за счёт снижения мешающих паразитных отражений в оптической системе.
Большинство применяемых оптических систем, например, объективы фотоаппаратов и видеокамер, состоит из многих линз, и отражение от каждой поверхности раздела стекла с воздухом уменьшает проходящий полезный световой поток. Без применения методов просветления падение интенсивности проходящего света в многолинзовой системе может достигать нескольких десятков процентов. Поэтому во всех современных объективах используется просветлённая оптика.
Применяются четыре пути снижения коэффициента отражения от поверхности, в том числе, просветления оптики:
- С использованием интерференционных тонкослойных покрытий.
- С использованием явления поляризации света.
- Придание оптической поверхности микротекстурных неровностей.
- Просветление градиентным изменением показателя преломления.

В основном применяются интерференционные просветляющие покрытия оптических поверхностей. В таких покрытиях на оптические поверхности наносится один или несколько слоёв тонкой плёнки, соизмеримой по толщине с длиной световых волн. Показатель преломления этих слоёв отличается от показателя преломления материала оптической детали. Должным подбором толщин покрытия и их показателей преломления удаётся снизить коэффициент отражения практически до нуля для одной или нескольких, в случае многослойных покрытий, длин волн света.
Покрытия поверхностей, снижающие коэффициент отражения, также называют антибликовыми или противобликовыми покрытиями. Такие покрытия применяются не только в оптических системах, но и для уменьшения мешающих бликов от других поверхностей, например, экранов мониторов.

## Отражение на поверхности раздела двух прозрачных сред

Схема отражения от границы раздела оптических сред

При падении света на границу раздела двух прозрачных сред с разными показателями преломления {\displaystyle n_{0}} и {\displaystyle n_{S}} происходит частичное отражение потока света от границы раздела. Степень отражения характеризуют коэффициентом отражения {\displaystyle R} — долей отражённого света от падающего света, который обычно выражают в процентах. Коэффициенты отражения одинаковы как для света, падающего из менее оптически плотной среды (среды с меньшим показателем преломления), так и для обратного направления света при равных углах падения. {\displaystyle R} зависит от угла падения и в общем случае выражается формулами Френеля. В частном случае при нормальном падении (то есть при перпендикулярном падении на поверхность или, что то же самое, угле падения равным нулю) {\displaystyle R} выражается формулой:
{\displaystyle R=\left({\frac {n_{0}-n_{S}}{n_{0}+n_{S}}}\right)^{2}.}
Из формулы следует, что чем более разнятся показатели преломления двух сред, тем больше {\displaystyle R}. Например, для обычного стекла ({\displaystyle n_{S}\approx 1{,}5}) в воздухе ({\displaystyle n_{0}\approx 1{,}0}) {\displaystyle R} одиночного раздела стекло-воздух будет 0,04 или 4 %. При прохождении света через пластинку с показателем преломления {\displaystyle n_{S},} окружённую средой с показателем преломления {\displaystyle n_{0},}, — через две границы раздела, например, сквозь оконное стекло, общий коэффициент отражения {\displaystyle R_{2}} из-за многократных внутренних отражений в стекле увеличивается и выражается как:
{\displaystyle R_{2}={{2R} \over {1+R}}.}
Для стеклянной пластинки коэффициент отражения по последней формуле даёт ~7,7 %, то есть только 92,3 % света пройдёт через такую пластинку. Для объектива, состоящего, например, из 6 линз, коэффициент светопропускания без просветления линз составит только {\displaystyle 0{,}923^{6}\approx 0{,}61.} В более сложных оптических системах, например, в перископах подводных лодок, количество оптических деталей много больше и коэффициент светопропускания таких систем без применения просветления падает до неприемлемо малой величины.
Коэффициент отражения быстро падает при сближении коэффициентов преломления двух сред. Например, широко применяемый для просветления фторид магния (MgF2) имеет коэффициент преломления 1,38, что даёт коэффициент отражения на разделе со стеклом типа легкий крон, приблизительно равный 1,1 %.
Из формул Френеля следует, что наименьший коэффициент отражения от двух сред, разделённых третьей средой с показателем преломления {\displaystyle n_{1}} и толщиной промежуточной среды много больше длины волны света (то есть без учёта интерференционных явлений), достигается при равенстве {\displaystyle n_{1}} среднему геометрическому показателей преломления разделяемых сред:
{\displaystyle n_{1}={\sqrt {n_{0}n_{S}}}.}

## Интерференционное просветление

### Теория однослойного просветления

Интерференция в четвертьволновой просветляющей плёнке

Зависимость коэффициента отражения в четвертьволновой для волны 520 нм просветляющей плёнке в зависимости от угла падения и длины волны. Плёнка фторида магния на кроновом стекле. Ненулевой коэффициент отражения для волны 520 нм при нормальном падении обусловлен неидеальным согласованием показателя преломления плёнки с показателем преломления стекла, для стекла с полное подавление отражения будет достигнуто при показателе преломления плёнки

Основная идея интерференционного просветления — достичь сложения в противофазе отражённых волн от двух поверхностей раздела.
Плоская монохроматическая волна распространяющаяся в сторону увеличения координаты {\displaystyle x} аналитически описывается выражением:
{\displaystyle A(x,\ t)=A_{0}\cos(\omega \ t-k\ x),}
где {\displaystyle k={\frac {2\pi }{\lambda }}} — волновое число, {\displaystyle \lambda } — длина волны,
{\displaystyle A_{0}} — амплитуда волны.
Отражённая волна от поверхности плёнки {\displaystyle A_{r1}(x,\ t)} и границы раздела плёнка — стекло {\displaystyle A_{r2}(x,\ t):}
{\displaystyle A_{r1}(x,\ t)=A_{0}R_{1}\cos(\omega \ t+k\ x),}
{\displaystyle A_{r2}(x,\ t)=A_{0}R_{2}\cos(\omega \ t+k\ x-2k_{I}d_{I}),}
где {\displaystyle R_{1}} — коэффициент отражения от плёнки,
{\displaystyle R_{2}} — коэффициент отражения от границы раздела плёнка — стекло с учётом многократных внутренних переотражений в плёнке,
{\displaystyle d_{I}} — толщина плёнки, коэффициент 2 указывает, что свет проходит через плёнку в двух направлениях,
{\displaystyle k_{I}} — волновое число в плёнке, так как длина волны в среде с показателем преломления больше 1 меньше чем длина волны в воздухе или вакууме, то {\displaystyle k_{I}={\frac {2\pi n_{I}}{\lambda }}={2\pi }/{\lambda _{I}},} {\displaystyle \lambda } — длина волны в вакууме, {\displaystyle \lambda _{I}=\lambda /n_{I}} — длина волны в плёнке.
{\displaystyle A_{r2}(x,\ t)=A_{0}R_{2}\cos \left(\omega \ t+k\ x-{\frac {4\pi d_{I}}{\lambda _{I}}}\right),}
Для того, чтобы интерференция света от двух поверхностей раздела погасила отражение, необходимо, чтобы {\displaystyle A_{r1}(x,\ t)=-A_{r2}(x,\ t).} Для этого, во-первых, должно быть {\displaystyle R_{1}=R_{2},~} и, во-вторых, {\displaystyle \cos(\omega \ t+k\ x)=-\cos \left(\omega \ t+k\ x-{\frac {4\pi d_{I}}{\lambda _{I}}}\right).}
Первое равенство достигается, если {\displaystyle n_{I}={\sqrt {n_{0}\cdot n_{S}}},\ } {\displaystyle n_{0},\ n_{S}} — коэффициенты преломления внешней среды и просветляемого материала, например, стекла, соответственно. Второе равенство достигается, если фазовый сдвиг {\displaystyle {\frac {4\pi d_{I}}{\lambda _{I}}},}, вызванный прохождением света через плёнку, будет кратен {\displaystyle \pi ,}, то есть {\displaystyle {\frac {4\pi d_{I}}{\lambda _{I}}}=(\pi +2\pi N),~} {\displaystyle 2\pi } — период косинусоидальной функции и такой фазовый сдвиг не изменяет значения косинуса, {\displaystyle N} — целое неотрицательное число, откуда:
{\displaystyle d_{I}=\lambda _{I}(1/4+N/2),\ } {\displaystyle N=0,\ 1,\ 2,\ \dots ,} или {\displaystyle d_{I}=\lambda _{I}/4,\ 3\lambda _{I}/4,\ 5\lambda _{I}/4,\ \dots .}
Из приведённого также следует, что при толщине плёнки, кратной половине длины волны, наоборот, происходит увеличение коэффициента отражения. Поэтому в относительно широком диапазоне длин волн для просветления наиболее эффективна четвертьволновая плёнка, так как фазовый сдвиг для соседних длин волн мал по сравнению с пространственным периодом волны. Например, пусть для одной длины волны {\displaystyle d_{I}=\lambda _{I1}\cdot 11/4,}, a для другой длины волны {\displaystyle d_{I}=\lambda _{I2}\cdot 10/4.} Для первой длины волны пленка данной толщины просветляющая, для другой — отражающая. Отношение длин волн: {\displaystyle \lambda _{I1}/\lambda _{I2}=11/10=1{,}1} или они различаются только на 10 %.. Для приведённого примера это, например, длины волн 500 нм и 550 нм — соседние длины волн в зелёной части спектра.
Для толстых плёнок ширины спектральных максимумов и минимумов сужаются, сближаются и, в конце концов, при дальнейшем увеличении толщины плёнки, сливаются. Именно поэтому у толстых плёнок в белом свете не наблюдается интерференция и толстые плёнки непригодны в качестве интерференционного просветляющего покрытия.
Так как длина пути света в плёнке зависит от угла падения, при косом падении минимум коэффициента отражения смещается в сторону более коротких длин волн и одновременно увеличивается. Казалось бы, что увеличение длины пути света в плёнке при косом падении должно смещать минимум в сторону более длинных волн, но это не так. Более тонкий учёт взаимодействия волнового фронта с плёнкой приводит к наблюдаемому смещению минимума в сторону более коротких волн, как показано на рисунке.

### Однослойные четвертьволновые интерференционные просветляющие покрытия
Обычно внешняя среда для стекла — воздух с показателем преломления, очень близким к 1, и показатель преломления просветляющей плёнки должен быть равен квадратному корню из показателя преломления оптического стекла линзы.
Традиционным материалом для просветляющей плёнки является фторид магния, обладающий относительно низким {\displaystyle (n=1{,}38)} показателем преломления и хорошими механическими свойствами, коррозионной стойкостью. При просветлении фторидом магния кронового стекла с показателем преломления {\displaystyle (n=1{,}57)} слой фторида магния может снизить коэффициент отражения с примерно 4 % до 1,5 % при нормальном падении света. На флинтовом стекле с показателем преломления около 1,9 четвертьволновая плёнка фторида магния может уменьшить отражение практически до нуля для одной заданной длины волны света.
Но отражательная способность стекла, просветлённого таким способом, сильно зависит от длины волны, что является основным недостатком однослойного просветления. Минимум отражательной способности соответствует четверти длины волны в материале плёнки.
В первых просветлённых объективах понижали коэффициент отражения для лучей зелёного участка спектра (555 нм} — область наибольшей чувствительности человеческого глаза), поэтому блики на линзах таких объективов имеют пурпурную или голубовато-синюю окраску (так называемая «голубая оптика»). Соответственно, пропускание света таким объективом максимально для зелёного участка спектра и ниже для других участков спектра, что приводит к некоторой ошибке в цветопередаче.
Сейчас (2020 г.) однослойное просветление (главное его преимущество — дешевизна) используется только в недорогих оптических системах и в лазерной оптике, предназначенной для работы в узком спектральном диапазоне и принципиально не требующей просветления в широком спектральном диапазоне.

### Двухслойное просветление
Состоит из двух просветляющих слоёв, наружный — с меньшим коэффициентом преломления. Имеет лучшие характеристики, чем однослойное. Просветление достигается для более широкого диапазона длин волн.

### Многослойное просветление

Спектры отражения трёх разных трёхслойных покрытий на стекле.

Недостаток однослойного просветляющего покрытия, обеспечивающего просветление только для узкого спектрального диапазона, можно преодолеть, применяя многослойные интерференционные покрытия.
Многослойное просветляющее покрытие представляет собой последовательность из не менее чем трёх чередующихся слоёв материалов с различными показателями преломления. Раннее считалось, что для видимой области спектра достаточно 3—4 слоёв. Современные многослойные просветляющие покрытия практически всех изготовителей имеют 6—8 слоёв и характеризуются низкими потерями на отражение во всей видимой области спектра. Основное преимущество многослойного просветления применительно к фотографической и наблюдательной оптике — незначительная зависимость отражательной способности от длины волны в пределах видимого спектра.
В состав многослойного просветляющего покрытия, помимо собственно просветляющих слоёв, обычно входят вспомогательные слои — улучшающие сцепление со стеклом, защитные, гидрофобные и др.
Блеск линз с многослойным просветлением, вызванный отражением вне спектра просветлённой области, имеет различные оттенки зелёного и фиолетового цвета, вплоть до очень слабых серо-зеленоватых у объективов последних годов выпуска. Но цвет блеска не является показателем качества просветляющей технологии.

### Технология нанесения и виды интерференционных покрытий
Интерференционные просветляющие покрытия различаются:
- по числу слоёв;
- методами нанесения: травлением, осаждением из раствора, напылением в вакуумных установках;
- составом покрытий: обычно это соли и оксиды разных химических элементов.

Исторически первым был метод травления, при котором на поверхности стекла образовывалась плёнка из кремнезёма.

### Обозначения просветления в маркировке объективов
Принятое международное обозначение многослойного просветления состоит из двух букв MC (англ. Multilayer Coating), которые обычно пишутся перед названием объектива. Некоторые компании применяют другие обозначения, например Asahi Optical маркирует свои объективы аббревиатурой SMC (от англ. Super Multi Coating).
В СССР объективы с многослойным просветлением обозначались в соответствии с международным стандартом буквами «MC» перед названием, например «МС Гелиос-44М». К началу XXI века многослойное просветление стало стандартом и специально обозначать его перестали.
Оптика с многослойным просветлением ранее всюду маркировалась буквами МС — МногоСлойное, MultiCoating (например, МС Мир-47М 2,5/20) Как правило, аббревиатура «МС» подразумевала трёхслойное просветление. В настоящее время специальное обозначение многослойного просветления встречается редко, так как его использование стало стандартным.
Иногда встречаются «фирменные» обозначения особых его разновидностей SMC (Super Multi Coating, Pentax), HMC (Hyper Multi Coating, Hoya), MRC (Multi-Resistant Coating, B+W), SSC (Super Spectra Coating, Canon), SIC (Super Integrated Coating), Nano (Nikon), EBC (Electron Beam Coating, Fujinon/Fujifilm), T* (Zeiss), «мультипросветление» (Leica), «ахроматическое покрытие» (Minolta), и другие.

### Особенности обращения с просветлённой оптикой
Современные просветлённые объективы с интерференционным покрытием требуют бережного обращения, так как тончайшие просветляющие плёнки на линзах легко повредить. Загрязнения на поверхности просветляющего покрытия (пятна жира, масла) ухудшают его оптические свойства и снижают качество изображения из-за увеличения отражения и диффузного рассеяния света. Кроме того, загрязнения (в том числе и отпечатки пальцев) могут привести к разрушению просветляющего покрытия. Современные просветляющие покрытия обычно имеют защитный наружный слой, что делает их более стойкими к неблагоприятному воздействию окружающей среды.

### История интерференционного просветления
Эффект «просветления» оптики в результате естественного старения стекла был обнаружен случайно и независимо друг от друга фотографами в разных странах уже в начале XX века. Было замечено, что объективы, находившиеся в эксплуатации несколько лет, давали более яркое и контрастное изображение по сравнению с совершенно новыми аналогичных моделей. В результате исследований было установлено, что оптическое стекло некоторых сортов при контакте с влажным воздухом склонно к образованию на поверхности тонкой плёнки окислов металлов, соли которых легируют стекло. Явление «просветления» было объяснено интерференцией. Промышленное получение такой плёнки первым попытался наладить Гарольд Тейлор (англ. Harold Dennis Taylor), запатентовавший в 1904 году метод травления стекла кислотами. Однако, эта технология давала настолько непредсказуемые результаты, что она не получила большого распространения. Добиться воспроизводимых результатов удалось только в 1936 году руководителю исследовательской лаборатории Carl Zeiss Александру Смакуле, который изобрёл так называемое «физическое просветление». Плёнка нужной толщины и качества при таком способе создаётся напылением фторидов магния или кальция в вакууме.
В Государственном оптическом институте был предложен ещё один способ химического просветления — окисление продуктами сгорания этилена при избытке кислорода.
С 1960-х годов для просветляющих покрытий стали применяться органические плёнки на основе высокомолекулярных соединений. Просветление стало возможно наносить в несколько слоёв, повышая его эффективность не только в одном диапазоне длин волн, но и в широком спектре, что особенно актуально для цветной фотографии/киносъёмки/видео.

## Круговая поляризация

Подавление отражения с использованием кругового поляризатора

Принцип действия такого антибликового покрытия основан на применении круговой поляризации света. Круговой поляризатор состоит из обычного линейного поляризатора и четвертьволновой пластинки (четвертьволновую пластинку не следует путать с четвертьволновым интерференционным слоем). Четвертьволновая пластинка преобразует проходящий через неё плоскополяризованный свет в свет с круговой поляризацией, и наоборот, свет с круговой поляризацией - в плоскополяризованный свет. Внешний неполяризованный свет, проходя через линейный поляризатор, превращается в плоскополяризованный свет, а после четвертьволновой пластинки - в свет, поляризованный по кругу. Этот свет, отразившись от поверхности, блики от которой нужно устранить, меняет хиральность на противоположную, то есть, если направление вращения света с круговой поляризацией было направлено до отражения по часовой стрелке, то после отражения направление вращения становится противоположным. Это отражённое излучение, повторно пройдя через четвертьволновую пластинку, вновь становится плоскополяризованным, но плоскость поляризации его повёрнута относительно падающего света за линейным поляризатором на 90° и поэтому не проходит наружу через плоскополяризующий поляризатор.
Применение круговой поляризации позволяет полностью подавить блики на отражающих поверхностях, даже металлических. Недостаток такого метода — если падающий внешний свет неполяризован, то интенсивность проходящего потока света через круговой поляризатор падает более чем вдвое, что ограничивает применение такого метода просветления в оптических системах.
Подавление бликов с помощью круговой поляризации применяется для создания антибликовых покрытий экранов мониторов.

## Текстурированные микронеровности
Добиться уменьшения отражения можно с помощью текстурирования поверхности, то есть создания на ней массива из конусообразных рассеивателей или двумерных канавок с размерами порядка половины длины волны. Такой способ снижения коэффициента в живой природе был впервые обнаружен при изучении глаз некоторых видов мотыльков. Наружная поверхность роговицы глаза таких мотыльков, играющая роль линзы, покрыта сетью конусообразных выступов, называемых роговичными сосками, обычно высотой не больше 300 нм и примерно таким же расстоянием между ними.  Поскольку длина волны видимого света больше размера выступов, их оптические свойства могут описываться с помощью методов приближения эффективной среды. По этому приближению, свет распространяется через них так же, как если бы он распространялся через среду с плавно и непрерывно меняющейся эффективной диэлектрической проницаемостью. Это, в свою очередь, приводит к уменьшению коэффициента отражения от роговицы, что позволяет мотылькам лучше видеть в темноте, а также становиться менее заметными для хищников из-за уменьшения отражения света от глаз насекомого.
Текстурированная поверхность обладает антиотражающими свойствами и при длинах волн, много меньших характерного размера текстуры. Это связано с тем, что лучи, первоначально отразившиеся от текстурированной поверхности, имеют вероятность проникнуть в среду при последующих переотражениях от неровностей. При этом текстурирование поверхности создаёт условия, при которых прошедший луч может отклониться от нормального падения, что ведёт к эффекту «запутывания прошедшего света» (англ. — light trapping), используемому, например, в солнечных элементах.
В длинноволновом пределе (длины волны много больше размера текстуры) для расчёта отражения можно использовать методы приближения эффективной среды, в коротковолновом пределе (длины волны меньше размера текстуры) и для расчёта отражения можно использовать метод трассировки лучей.
В случае, когда длина волны сопоставима с размером текстуры, отражение можно рассчитать только методами волновой оптики, например путём численного решения уравнений Максвелла.
Антиотражающие свойства текстурированных покрытий хорошо изучены и описаны в литературе для широкого диапазона длин волн.

## Просветление градиентом показателя преломления
Общий недостаток всех интерференционных просветляющих покрытий — зависимость коэффициента отражения от угла падения света. Этот недостаток можно преодолеть, применяя плавный переход показателя преломления от просветляемого материала к воздуху, то есть от {\displaystyle n=1} до, например, {\displaystyle n=1{,}52} (стекло лёгкий крон), причём толщина слоя с плавным изменением показателя преломления должна быть много больше длины волн спектрального диапазона просветления. Но так как не существует твёрдых материалов с показателем преломления, близким к 1, прибегают к изменению показателя преломления в эффективной среде. В этой технологии на просветляемой поверхности создаётся «лес» из конических игл основного материала, длина этих игл должна быть много больше длины волны излучения, а толщина и расстояние между ними для устранения диффузного рассеяния света должна быть много меньше этой длины.

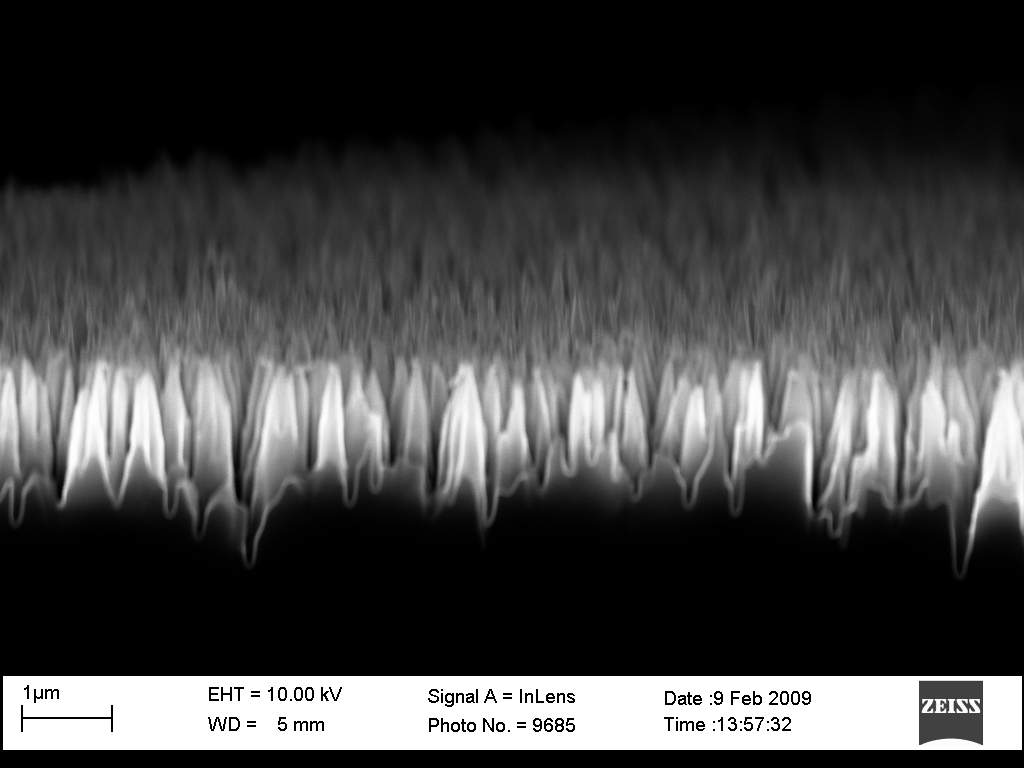
Микроизображение поверхности «чёрного кремния», полученное сканирующим электронным микроскопом

Такая поверхность оптически ведёт себя как поверхность, покрытая слоем материала с градиентом показателя преломления — так называемая эффективная оптическая среда. Коэффициент отражения от такой поверхности очень мало зависит от длины волны излучения и угла падения и близок к нулю.
Для волн видимого света такие покрытия пока не созданы, но в ближней и дальней инфракрасной области спектра такие игольчатые покрытия сформированы на монокристаллическом кремнии методом реактивного ионного травления, так называемый «чёрный кремний», исследовательской группой из Политехнического института Rensselaer. Эффективный показатель преломления на поверхности такого слоя оказался близким к 1,05.
Эти покрытия могут найти применение для просветления инфракрасной оптики, повышения КПД кремниевых солнечных батарей и в других областях.

## Применение технологии просветления
Просветление оптики (или антибликовое покрытие) применяется во многих областях, где свет проходит через оптический элемент и требуется снизить потери интенсивности или устранить отражение. Наиболее распространёнными случаями являются линзы очков и объективы камер.

### Корректирующие линзы очков
Антибликовое покрытие наносится на линзы очков, поскольку отсутствие бликов улучшает внешний вид и снижает нагрузку на глаза. Последнее особенно заметно при вождении автомобиля в тёмное время суток и при работе за компьютером. Кроме того, большее количество света, проходящего через линзу, повышает остроту зрения. Часто антибликовое покрытие линз сочетается с другими видами покрытий, например, защищающих от воды или жира.

### Камеры
Просветлёнными линзами снабжаются фото- и видеокамеры. За счёт этого увеличивается светопропускание оптической системы и повышается контраст изображения за счёт подавления бликов, однако, в отличие от очков, объектив состоит из нескольких линз.

### Фотолитография в технологии микроэлектроники
Антибликовые покрытия часто используются в фотолитографии для улучшения качества изображения за счёт устранения отражений от поверхности подложки. Покрытие может наноситься как под фоторезист, так и поверх него, и позволяет уменьшить стоячие волны, интерференцию в тонких плёнках и зеркальное отражение.

### Инфракрасная оптика
Некоторые оптические материалы, используемые в инфракрасном диапазоне, имеют очень большой показатель преломления. Например, у германия показатель преломления близок к 4,1. Такие материалы требуют обязательного просветления.